# Paradoks czarnego kruka

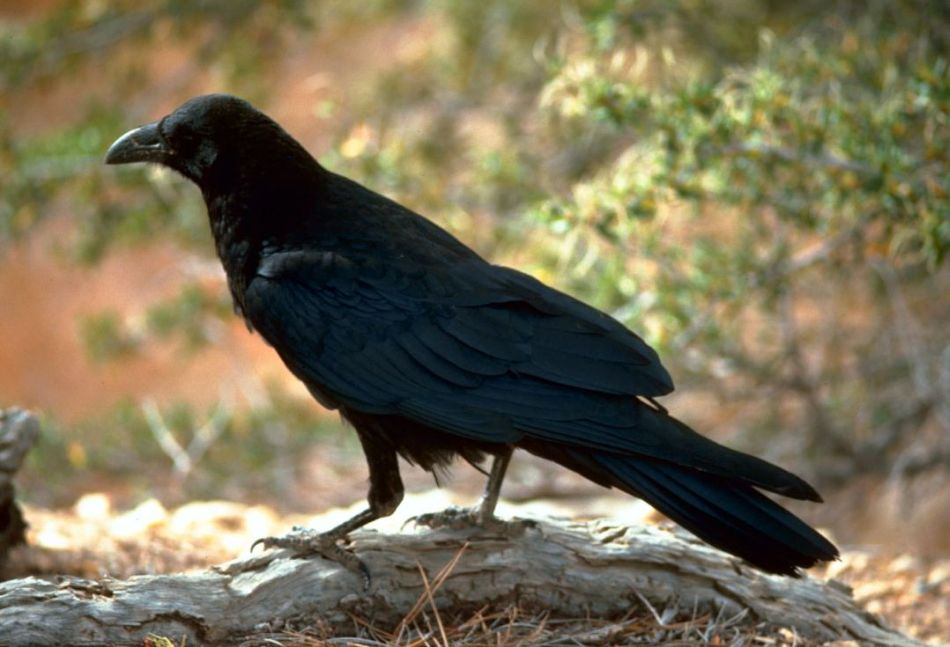
Czy zarówno obserwacja czarnego kruka...

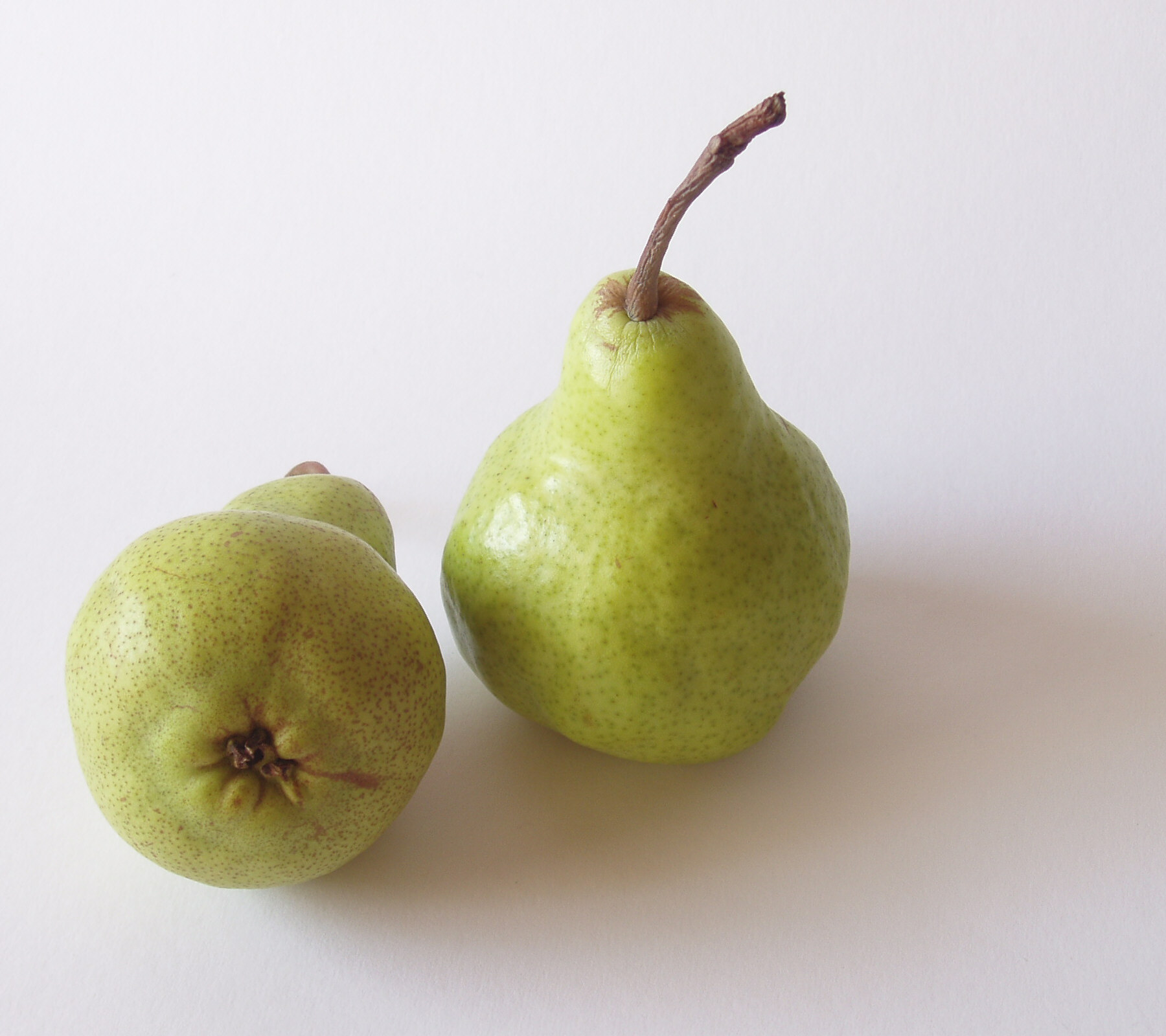
...jak i tego, co nie jest czarne i nie jest krukiem, zwiększa prawdopodobieństwo słuszności twierdzenia, że wszystkie kruki są czarne?

Paradoks czarnego kruka, znany także jako paradoks Hempla, to paradoks pokazujący pewną niekonsekwencję w procesie poznawczym.
Za każdym razem kiedy widzimy, że pewne twierdzenie zachodzi, nasze poczucie, że jest ono prawdziwe, zwiększa się. Czyli np. jeśli twierdzenie to brzmi „wszystkie kruki są czarne”, widzimy jakiegoś kruka – i okazuje się on rzeczywiście czarny – nasza wiara w to twierdzenie wzrasta.
Lecz twierdzenie to, na mocy prawa kontrapozycji, jest równoważne twierdzeniu „wszystko, co nie jest czarne, nie jest krukiem”. Czyli jeśli widzimy np. szarego słonia, który jednocześnie nie jest krukiem, nasza wiara w to, że wszystkie kruki są czarne, również powinna wzrosnąć, co może być uznane za wniosek bardzo nieintuicyjny.
Paradoks czarnego kruka pokazuje, że pewne automatyzmy poznawcze nie przestrzegają praw logiki formalnej.